# 관산초등학교 (전남)
관산초등학교는 대한민국 전라남도 장흥군 관산읍 옥당리에 있는 공립 초등학교이다.

## 학교 연혁
- 1921년 9월 26일 고읍공립보통학교 개교(설립인가 6월 20일)
- 1938년 4월 1일 관산공립심상소학교로 개칭
- 1941년 4월 1일 관산공립국민학교로 개칭
- 1950년 4월 1일 관산국민학교로 개칭
- 1981년 3월 5일 병설유치원 개원
- 1983년 2월 20일 특수학급 인가
- 1992년 6월 5일 씨름부 창단
- 1996년 3월 1일 관산초등학교로 개칭
- 1999년 2월 28일 남송분교장 병합
- 1999년 9월 1일 신동초등학교, 장환초등학교 병합
- 2000년 9월 1일 영성분교장(구 관산동초등학교) 편입
- 2008년 3월 1일 영성분교장 병합
- 2010년 5월 28일 다목적교실 관산마루 개관
- 2016년 2월 18일 제91회 졸업(졸업생 총수 9916명)
- 2016년 3월 1일 7학급 편성(유치원 2학급)
- 2016년 9월 1일 제24대 이응규 교장 부임
- 2017년 2월 16일 제92회 졸업(졸업생 총수 9882명)
- 2017년 3월 1일 7학급 편성(유치원 1학급)
- 2017년 9월 1일 제25대 정정하 교장 부임
- 2018년 2월 9일 제93회 졸업(졸업생 총수 9962명)
- 2018년 3월 1일 7학급 편성(유치원 2학급)

## 학교 상징
- 교화 - 동백꽃 : 겨울에 피고 지는 꽃으로 사랑, 약속, 인내를 상징
- 교목 - 느티나무 : 느티나무 쌍떡잎식물 쐐기풀목 느릅나무과의 낙엽활엽 교목으로 군자, 장수를 상징
- 교색 - 녹색 : 유채색의 기본색으로 성장, 번영, 낙원, 생명을 상징

## 참고 자료
- 관산초등학교 - 한국교육학술정보원 학교알리미